# Pierre Jolivet
Pierre Jolivet (Saint-Mandé, Vale do Marne, França, 9 de outubro de 1952) é um cineasta, roteirista e ator francês.

## Biografia
Filho da atriz francesa Arlette Thomas e do comediante francês Jacques Jolivet, fez sua estreia no  cinema com apenas cinco anos de idade, participando do filme "Le Désert de Pigolle", de 1958, dirigido por Léo Joannon. Trabalhou por quatro anos com seu irmão, Marc Jolivet, como artista do Club Méditerranée, antes de juntos formarem uma dupla de comédia de sucesso.
Após a separação da dupla de irmãos, Pierre logo acabou desistindo da atuação, apesar ter obtido dois papéis principais nos primeiros trabalhos de direção de Luc Besson — "L'Avant-Dernier", curta-metragem de 1981, "O Último Combate", filme de 1983 premiado no Festival de Avoriaz, e "Subway", de 1985, e começou a dirigir seus próprios filmes.
Como diretor, seu primeiro longa-metragem foi "Strictement personnel", de 1986, indicado ao César de Melhor Primeira Obra. A partir daí, explorou diversos gêneros cinematográficos: comédia satírica, com "Le Complexe du Kangourou", drama psicológico, com "Force Majeure", fantasia, "Simple Mortal", melodrama, com "In the Heart", filme histórico, com "The Warrior's Brother" e thriller social, com "Fred".
Seu primeiro sucesso de público veio com "Force Majeure", em 1989, seguido pelo aclamado "Fred". Em 1999, Pierre Jolivet alcançou grande reconhecimento com "My Little Business", que rendeu a François Berléand o César de Melhor Ator Coadjuvante. Continuou abordando temas sociais e de justiça, em comédias como "Filles Uniques", de 2002, e "Zim and Co", de 2005.

## Filmografia

### Como ator[1]
| Ano  | Filme                   | Observações                                                    |
| ---- | ----------------------- | -------------------------------------------------------------- |
| 1982 | "Salut... j'arrive"     | Direção de Gérard Poteau                                       |
| 1985 | "Subway"                | Direção de Luc Besson, também como produtor                    |
| 1989 | "L'lntouchable"         | Curta-metragem, direção de Michel Gauthier                     |
| 1991 | "Fortune Express"       | Direção de Olivier Schatzky, como autor do filme original      |
| 1996 | "Sans regrets"          | Curta-metragem, direção de Guillaume Canet, como co-roteirista |
| 1997 | "Amour et Confusions"   | Direção de Patrick Braoudé                                     |
| 1998 | "Return to Paradise"    | Direção de Joseph Ruben                                        |
| 2002 | "Mon Idole"             | Direção de Guillaume Canet                                     |
| 2002 | "Un Aprés-Midi au Parc" | Curta-metragem, direção de Serge Meynard, como compositor      |

### Como diretor de cinema[1]
| Ano  | Filme                                       | Observações                                                                      |
| ---- | ------------------------------------------- | -------------------------------------------------------------------------------- |
| 1973 | "L'autre"                                   | Curta-metragem, também como ator                                                 |
| 1980 | "Alors, heureux?"                           | Co-direção, com Claude Barrois e Marc Jolivet; também co-roteirista e dialogista |
| 1985 | "Strictement personnel"                     | Também co-roteirista, co-dialogista e produtor                                   |
| 1986 | "Le Complexe du Kangourou"                  | Também co-roteirista, co-dialogista e ator (não creditado)                       |
| 1989 | "Force majeure"                             | Também co-roteirista e co-dialogista                                             |
| 1991 | "Simple Mortel"                             | Também roteirista e dialogista; nos Estados Unidos, "A Mere Mortal"              |
| 1993 | "A l'Heure où les grands Fauves vont boire" | Também co-roteirista, co-dialogista e ator (não creditado)                       |
| 1997 | "Fred"                                      | Também co-roteirista, e co-responsável pela adaptação                            |
| 1997 | "Lumiére sur un Massacre: Le Soldat"        | Curta-metragem, também roteirista                                                |
| 1997 | "Lumiére sur un Massacre: L'Usine"          | Curta-metragem, também roteirista                                                |
| 1998 | "En plein Cœur"                             | Nos Estados Unidos, "In All Innocence"                                           |
| 1999 | "Ma Petite Entreprise"                      | Também co-roteirista, co-dialogista e ator                                       |
| 2002 | "Le Frère du Guerrier"                      | Também co-roteirista e co-dialogista                                             |
| 2003 | "Filles uniques"                            | Também co-roteirista e co-dialogista                                             |
| 2005 | "Zim and Co."                               | Também co-roteirista, co-dialogista e ator                                       |
| 2007 | "Je crois que je t'aime"                    | Também co-roteirista                                                             |
| 2008 | "La trés trés grande Entreprise"            | Também roteirista                                                                |

### Como diretor de televisão[1]
| Ano  | Filme            | Observações                            |
| ---- | ---------------- | -------------------------------------- |
| 1973 | "Sueurs froides" | Episódio "La Chute", também roteirista |